# ذا ماتريكس 3
ماتريكس (بالإنجليزية: The Matrix Revolutions) فيلم سينمائي تم إنتاجه في الولايات المتحدة المريكية في 5 نوفمبر 2003، من تأليف وإخراج الأخوين واكووسكي (أندي ولاري)، وبطولة: كيانو ريفز، لورنس فيشبورن، وكاري آن موس، الفيلم هو الجزء الثالث والأخير من سلسلة أفلام الخيال العلمي «الماتريكس».
يخرج العميل «سميث» من الماتريكس للعالم الحقيقي عندما ينسخ نفسه إلى ضابط من البشريين أثناء عودته من الماتريكس للعالم الحقيقي.
يتواجه سميث ونيو في العالم الحقيقي وتنتهي المواجهة بقتل نيو لنسخة سميث وفقدان نيو لبصره.
يؤمن نيو بأنه لا يمكن إنقاذ مدينة «زيون» إلا بالتوجه إلى مقر الماتريكس ومحاورة الآلات وجهاً لوجه.
يستحوذ نيو على ثقة الآلات ويتحدون لمواجهة أخيرة ضد المخرب «سميث» وتنتهي المواجهة بتحلل سميث ثم تأخذ الألات نيو معها في حالة سبات إلى مكان مجهول ليتركوا المشاهدين في حالة إثارة وانتظار للجزء الرابع.

## وصلات خارجية
- Official site for the series
- الماتريكس 3 على موقع IMDb (الإنجليزية)
- الماتريكس 3 على موقع ميتاكريتيك (الإنجليزية)
- الماتريكس 3 على موقع روتن توميتوز (الإنجليزية)
- الماتريكس 3 على موقع نتفليكس (الإنجليزية)
- الماتريكس 3 على موقع قاعدة بيانات الأفلام العربية
- الماتريكس 3 على موقع ألو سيني (الفرنسية)
- الماتريكس 3 على موقع Turner Classic Movies (الإنجليزية)
- الماتريكس 3 على موقع أول موفي (الإنجليزية)
- الماتريكس 3 على موقع بوكس أوفيس موجو (الإنجليزية)
- الماتريكس 3 على موقع فيلمافينيتي (الإسبانية)
- The Matrix Revolutions Explained - a comparative-literature-style exegesis of selected parts of Matrix Revolutions.
- Lyrics to Neodammerung, including translation نسخة محفوظة 11 مايو 2008 على موقع واي باك مشين.
- The Matrix Revolution October 27, 2000 draft script by Andy & Larry Wachowski